# Khosiyat Rustam
Khosiyat Rustam là một trong những nhà thơ đương đại uy tín của Uzbekistan, đồng thời 
là dịch giả, tác giả của một số kịch bản. 
Năm 2019, cô được trao giải thưởng "Bút vàng" quốc gia của Uzbekistan. Từ năm 2022, 
bà là điều phối viên của Phong trào Thơ Thế giới Colombia tại Uzbekistan.

## Tiểu sử
Khosiyat Rustam sinh năm 1971, tại làng Olmos thuộc quận Chust, vùng Namangan của
Uzbekistan. Rustam tốt nghiệp Khoa Báo chí của Đại học Tashkent (nay là Đại học Quốc 
gia Uzbekistan). Năm 2003, bà theo học khóa Văn học cao cấp tại Khoa Ngữ văn Uzbek 
của Đại học Quốc gia Uzbekistan. Năm 2021, bà là cư dân của Chương trình Nhà văn 
Quốc tế tại Đại học Iowa, Hoa Kỳ.

## Giải thưởng
Khosiyat Rustam được Tổng thống nước Cộng hòa Uzbekistan trao tặng Huân chương 
"Danh dự" năm 2004 và Huân chương kỷ niệm "25 năm ngày độc lập của Uzbekistan" 
năm 2016.
Bà đã tham gia nhiều liên hoan thơ quốc tế.
Năm 2012, bà là người chiến thắng trong cuộc thi quốc tế được tổ chức tại thành phố 
Bursa, Thổ Nhĩ Kỳ.
Giải thưởng Mikail Mushfiq 2015 của Azerbaijan.
Giải thưởng Nhà thơ Quốc tế Nurangiz GUN năm 2020.
Năm 2021, bà được trao giải thưởng quốc tế mang tên Rasul Reza.
Năm 2017, Viện Văn học AMEA Nizamiy Ganjaviy đã trao tặng bà giải thưởng danh dự
"Vì hoạt động quan hệ khoa học và văn học giữa Azerbaijan và Uzbekistan".
Năm 2018, bà đoạt giải cao nhất về thơ tại liên hoan văn học quốc tế tổ chức tại Thái 
Lan.
Năm 2003, bà là thành viên của Hội Nhà văn Uzbekistan và Hội Nhà văn Azerbaijan 
năm 2019.
Năm 2021, bà giành được Giải thưởng Quốc tế Naji Naaman.
Năm 2021, bà được trao giải thưởng "Hiệp sĩ vàng" danh giá của Hội Nhà văn Nga.
2022 Quỹ Văn hóa Naji Naaman (FGC), một tổ chức quốc tế có trụ sở tại Lebanon, đã 
công bố Khosiat Rustam là Đại sứ Văn hóa Đặc biệt của tổ chức này.

## Hoạt động
Ngoài thơ, Khosiat Rustam còn viết một số truyện, vở kịch và kịch bản phim với tư cách 
là nhà văn và nhà viết kịch.
Năm 2015, vở kịch "Con chim không hợp với bầu trời" được dàn dựng tại nhà hát kịch 
ca nhạc hàn lâm mang tên Mukimi, một trong những nhà hát tráng lệ nhất ở Uzbekistan, 
dưới sự chỉ đạo của Nghệ sĩ Nhân dân Uzbekistan Mirza Azizov.
Năm 2016, dựa trên câu chuyện "Carpet", bà viết kịch bản phim mang tên "Ajal jodusi" 
và được đạo diễn Hilal Nasimov trình chiếu. Bộ phim truyện này đã mang lại danh tiếng 
lớn cho nữ thi sĩ.
Với tư cách là một dịch giả, bà đã dịch các bài thơ của Marina Tsvetaeva, Yevgeny Evtushenko, Anna Akhmatova, Boris Pasternak, Ramiz Ravshan, Nigor Refibeyli, Riza 
Halil, Fozil Kisakurak, Khusnu Doglarja và tác phẩm của nhiều nhà thơ thế giới khác 
sang tiếng Uzbek.
Từ năm 2015, bà là tổng biên tập tờ báo "Kitab Dunyosi" (Thế giới sách), một tờ báo có 
ảnh hưởng quốc tế nhất hiện nay.
Thơ của Khosiat RUSTAM đã được dịch ra hơn 30 thứ tiếng và sách của bà đã được xuất 
bản ở một số nước ngoài.
Về Khosiat RUSTAM, cuốn sách "KHOSIAT" bằng tiếng Uzbek, được biên soạn trên 
cơ sở các bài báo và tiểu luận được viết bởi các nhà thơ, nhà văn và chuyên gia văn học 
nổi tiếng thế giới, đang chuẩn bị xuất bản ở Uzbekistan, và ấn bản tiếng Anh của 
"KHOSIAT" đang được hoàn thiện. được xuất bản bởi nhà xuất bản "EGG London" ở 
London.
Về Khosiat RUSTAM, việc quay bộ phim dài hai tập, được thực hiện với sự hợp tác của 
Đài truyền hình Azerbaijan và Truyền hình Uzbekistan, vẫn đang được tiến hành. Buổi giới thiệu phần đầu tiên của bộ phim tài liệu "Khosiyat" về nhà thơ người Uzbekistan Khosiyat Rustam, người có sách đã được xuất bản bằng nhiều thứ tiếng trên thế giới, đã được tổ chức tại Trung tâm văn hóa Heydar Aliyev của Azerbaijan ở Tashkent.

## Sách của Khosiat Rustam xuất bản ở Uzbekistan
1. "Ngôi nhà trên trời" - Nhà xuất bản G. Ghulam (1997)
2. "Ma'naviyat " - Nhà xuất bản "Sự cứu rỗi" (2003)
3. "Rido" - Nhà xuất bản Thế hệ của thế kỷ mới (2004)
4. "Thoải mái" - Nhà xuất bản Namangan (2005)
5. "Bức Tường" - G'. Nhà xuất bản Ghulam (2006)
6. "Tháng Tám" - Nhà xuất bản Thế hệ của thế kỷ mới (2008)
7. "40:0" - Nhà xuất bản Akademnashr (2011)
8. "Nghề nghiệp" - Nhà xuất bản Akedemnashr (2011)
9. "Những năm tháng bị lãng quên" - Nhà xuất bản Giấc mơ (2014)
10. "Những đám mây may mắn" - Nhà xuất bản Uzbekistan (2019)
11. "Đêm bắt đầu tối" - Nhà xuất bản Thế hệ thế kỷ mới (2021)
12. "Bóng tối lang thang" - Nhà xuất bản Văn học (2021)
13. "Sổ tay màu nâu" - G' - Nhà xuất bản Ghulam (2021)
14. "44 ngày" - Nhà xuất bản Arjumand media (2021) Tashkent

## Sách được xuất bản ở nước ngoài
1. "Những ngày không có ngày mai" - bằng tiếng Thổ Nhĩ Kỳ. Nhà xuất bản Yeni Kitaplar, (2006) Thổ Nhĩ Kỳ
2. "Sợ hãi" - bằng tiếng Azerbaijan, Nhà xuất bản Vektor (2008) Azerbaijan.
3. "Giải phẫu tình yêu" - ở Kazakhstan, Nhà xuất bản Ush Kiyan, (2019) Kazakhstan
4. Những giọt nước mắt đầy màu sắc - bằng tiếng Anh, Nhà xuất bản EGG London, (2020) Vương quốc Anh.
5. "Shabbo" - bằng tiếng Tajik, nhà xuất bản Balogat, (2020). Tajikistan.
6. "Hai mặt trời" - bằng tiếng Thổ Nhĩ Kỳ, Nhà xuất bản Günce Yayinlari, (2020) Thổ Nhĩ Kỳ.
7. "Hình xăm của gió" - bằng tiếng Việt, Nhà xuất bản Hội Nhà văn Việt Nam, (2020). Việt Nam.[6][7]
8. "Cây điên" - bằng tiếng Azerbaijan, Nhà xuất bản Châu Âu (2020) Azerbaijan
9. "Tên cô gái là Lala" - bằng tiếng Azerbaijan, - Nhà xuất bản Châu Âu, (2020)
10. "Majnun tol" - bằng tiếng Uzbek và Uzbek, Nhà xuất bản Türksoy, (2020). Azerbaijan.
11. "The Fallen Wind" - bằng tiếng Belarus, Nhà xuất bản Vishnyooka, (2021) Belarus
12. "Tự do bị giam cầm" - bằng tiếng Tatar, Nhà xuất bản Dolya, (2021) Simferopol
13. "Một ngôi sao trong lòng bàn tay tôi" - bằng tiếng Ukraina, Nhà xuất bản Burago, (2021). Ukraine.
14. "Theo bước chân của trái tim" - bằng tiếng Serbia, Nhà xuất bản Nghệ thuật Liberland, (2021) Serbia
15. "Một nắm gió" - sách bằng tiếng Turkmen, Nhà xuất bản Günce Yayinlari, (2021)
16. "Tám" - bằng tiếng Nga, Nhà xuất bản Chetyre, (2021) Nga
17. "Tôi ở đây" - ở Kazakhstan, nhà xuất bản Annur Sana, (2022) Kazakhstan.
18. "Tháng mười ba" - bằng tiếng Tây Ban Nha, Ayame-Editotial, ( 2022 ) Mexico, Mexico.
19. "Mở cửa sổ" (bằng tiếng Karakalpak), Nhà xuất bản "Kiến thức", Nukus, (2022)
20. "Tìm tôi trong trái tim", bằng tiếng Anh, Nhà xuất bản Mundus Atrium Press, (2023). USA.
21. "Những giọt nước mắt không màu" - bằng tiếng Ả Rập, Nhà xuất bản Hassanbook. Ả Rập Saudi, (2023).
22. "Những bài thơ và nhật ký" - bằng tiếng Romania, Nhà xuất bản Bistrita-Nasaud, (2023) Xuất bản vào tháng 11 tại Romania. Tham khảo.